# Ceratopogon meeseri
Ceratopogon meeseri är en tvåvingeart som beskrevs av Meillon och Hardy 1954. Ceratopogon meeseri ingår i släktet Ceratopogon och familjen svidknott. Inga underarter finns listade i Catalogue of Life.